# بيني نيلسن
بيني نيلسن (بالدنماركية: Benny Nielsen)‏ (17 مارس 1951 في الدنمارك - ) هو وكيل رياضي ولاعب كرة قدم دانمركي في مركز الهجوم. شارك مع منتخب الدنمارك تحت 17 سنة لكرة القدم ومنتخب الدنمارك تحت 21 سنة لكرة القدم ومنتخب الدنمارك لكرة القدم. أما مع النوادي، فقد لعب مع ريسنغ وايت ديرنغ مولنبيك وسيركل بروج ونادي رويال أندرلخت ونادي سانت إتيان وAkademisk Boldklub ‏.

## وصلات خارجية
- بيني نيلسن على موقع الاتحاد الأوربي (الإنجليزية)
- بيني نيلسن على موقع قاعدة بيانات كرة القدم.إي يو (الإنجليزية)
- بيني نيلسن على موقع ناشيونال فوتبول تيمز (الإنجليزية)
- بيني نيلسن على موقع عالم كرة القدم.نت (الإنجليزية)